# 토치우드 디클래시파이드
토치우드 디클래시파이드(Torchwood Declassified)는 닥터 후 시리즈의 스핀오프 드라마인 토치우드의 제작 과정을 담은 다큐멘터리이다. 편당 30분 내지 45분 분량의 영상이 할애되는 닥터 후 컨피덴셜과 비교하면 편당 10분 분량으로 단순한 편이다. 방송은 BBC Three에서 토치우드 후에 방영하였는데 프랑스어를 사용하는 국가에서는 방송되지 않았다. 한편 각 에피소드는 에피소드의 주간 텔레비전 방송과 토요일 저녁에 방송된다. 디클래시파이드의 두번째 시리즈는 토치우드의 두 번째 시리즈와 나란히 방송되었고 세번째과 네번째 시리즈는 토치우드 DVD에 수록 되었다.